# Rödsvart trädekorre
Rödsvart trädekorre (Funisciurus substriatus) är en däggdjursart som beskrevs av de Winton 1899. Den ingår i släktet Funisciurus och familjen ekorrar. IUCN kategoriserar arten globalt som otillräckligt studerad. Inga underarter finns listade.

## Beskrivning
Pälsen på ryggsidan är olivbrun med korta, otydliga, ljusa och mörka längsstrimmor längs sidorna. Buksidan är gråaktig. Svansen är mörkbrunaktig med svarta ringar. Kroppslängden är 15 till 18 cm, ej inräknat svansen på 14 till 20 cm. Vikten är 100 till 150 g.

## Utbredning
Denna ekorre förekommer i Ghana, Togo, Benin samt de södra delarna av Burkina Faso och  Niger.

## Ekologi
Arten förekommer i galleriskogar, torra skogar samt savanner. Den kan även påträffas i skogsbryn.